# Tasmola-Kultur

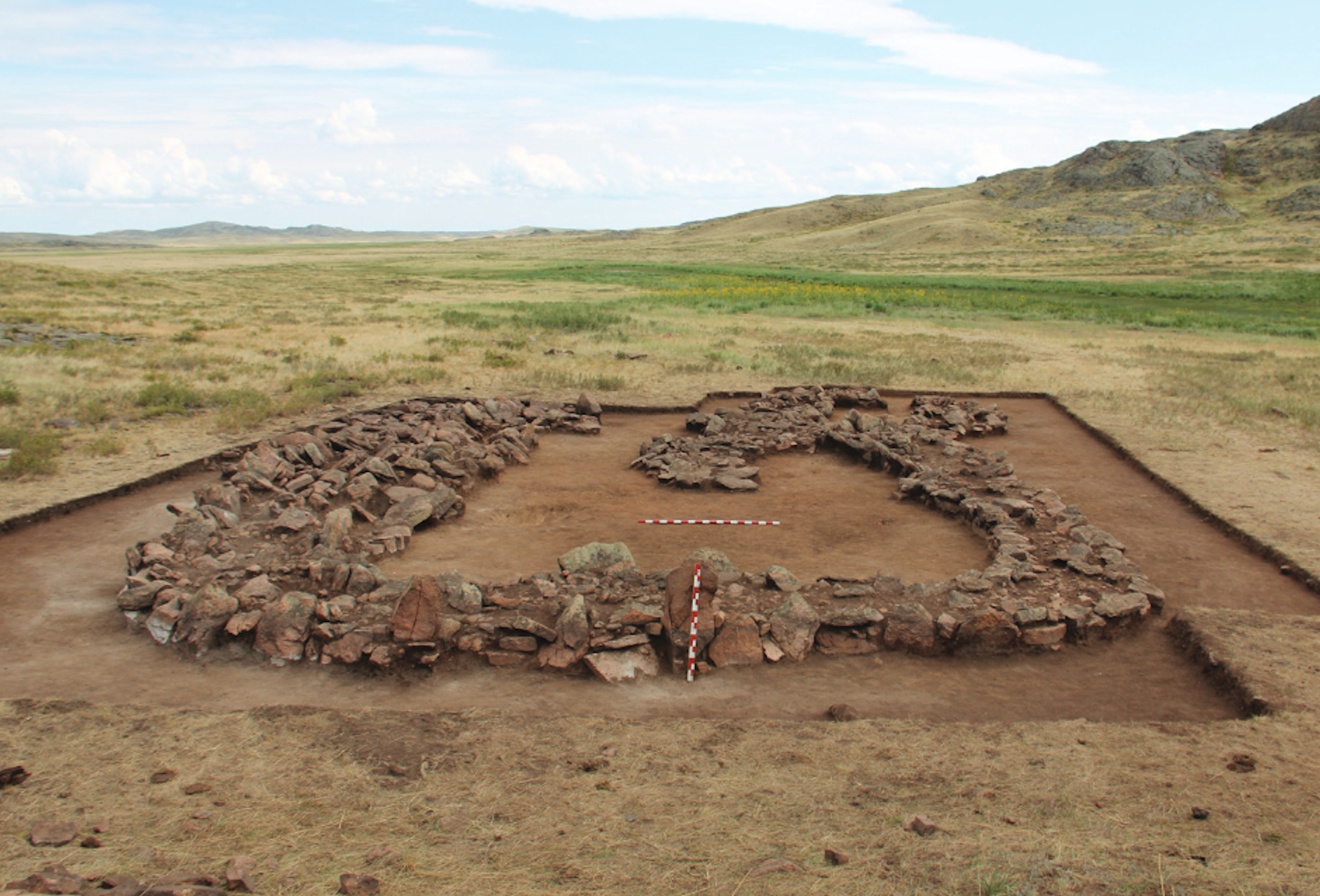
Tasmola-Kultur, Überreste einer Siedlung (2023)

Die Tasmola-Kultur (russisch Тасмолинская культура) war etwa vom 7. bis 3. Jahrhundert v. Chr. im Gebiet des heutigen Kasachstan verbreitet. Das Fundgebiet erstreckt sich zwischen den Flüssen Syr-Darja, Ischim und Irtysch und dem Siebenstromland, die größte Funddichte ist südlich von Karaganda anzutreffen. Die Träger der Tasmola-Kultur, bei denen es sich um Reiternomaden handelte, sind möglicherweise mit den in antiken Quellen erwähnten Massageten identisch. Der Übergang von der Vorgängerkultur, der Begasy-Dandybai-Kultur, ist noch unklar.
Die Keramik ist verhältnismäßig einheitlich: es finden sich hauptsächlich Töpfe mit breitem Flachboden, steil ansteigender Wandung, kurzer Schulter und ausbiegendem Rand. Die Metallfunde bestehen zu einem großen teil bereits aus Eisen, daneben spielen auch Bronzeerzeugnisse eine wichtige Rolle. Typisch sind bestimmte Arten von Pfeilspitzen, Ösenspiegel, Riemenschmuckbestandteile und verzierte Gürtelzierstücke, später auch Akinakai. Die Metallwaren zeigen insbesondere den skythischen Tierstil, wobei sich Beziehungen zur Spätphase der Aldy-Bel-Kultur in Tuwa zeigen.
Das gesamte Fundgut der Tasmola-Kultur stammt aus Nekropolen, die aus mehreren flachen, kleineren, aus Stein und Erde aufgeschütteten Kurganen bestanden. Die Toten wurden meist in einfachen, teilweise mit Steinen verstärkten Grabgruben in der Mitte eines Kurgans beigesetzt; sie lagen in gestreckter Rückenlage mit dem Kopf in Richtung Norden oder Nordwesten. In reicher ausgestatteten Gräbern fanden sich auch Pferdeschädel. Kennzeichnend sind vermutlich dem Totenkult dienende Steinreihen in der Umgebung der Kurgane.
Wie bei allen Reiternomaden der eurasischen Steppe beruhte die Wirtschaft auf der Viehzucht, aufgrund der reichen Bodenschätze wurde vermutlich auch Metallurgie betrieben.